# Maryna Zanevska
Maryna Zanevska (ukrainisch Марина Володимирівна Заневська Maryna Wolodymyriwna Sanewska; * 24. August 1993 in Odessa) ist eine in der Ukraine geborene ehemalige Tennisspielerin, die im September 2016 die belgische Staatsbürgerschaft angenommen hat.

## Karriere
Zanevska, die im Alter von acht Jahren mit dem Tennisspielen begann, lebt und trainiert schon seit 2008 in Belgien. Sie war vor allem im Doppel eine sehr erfolgreiche Nachwuchsspielerin und triumphierte 2009 an der Seite von Walerija Solowjowa nach einem Endspielerfolg über Elena Bogdan und Noppawan Lertcheewakarn sowohl in der Nachwuchskonkurrenz der US Open, als auch 2011 mit Irina Chromatschowa zusammen bei den French Open mit einem Sieg im Finale über Wiktorija Kan und Demi Schuurs. Außerdem gewann sie 2008 gemeinsam mit Kristina Mladenovic die Copa Gerdau sowie 2009 Einzel- und Doppeltitel bei den ITF/LTAT Junior Championships.
2009 gab Zanevska ihr Debüt auf dem ITF Women’s Circuit und gewann noch im gleichen Jahr ihren ersten Profititel, auf den 2010 ihr erster bei einem Turnier der $25.000-Kategorie folgte. 2011 startete sie in Paris erstmals in der Qualifikation zu einem WTA-Turnier, schied aber in der ersten Runde aus. Im Frühjahr 2012 gelang Zanevska dann eine Serie von 3 Turniersiegen und 23 gewonnenen Matches auf der ITF Tour in Folge. Ende des Jahres stand sie dann bei zwei Turnieren der $50.000-Kategorie im Endspiel, die sie aber jeweils verlor. Aufgrund ihrer verbesserten Position in der Tennisweltrangliste, durfte Zanevska bei den Australian Open 2013 erstmals in der Qualifikation zu einem Grand-Slam-Turnier an den Start gehen und schied in der zweiten Runde aus. Bei einem ITF-Turnier der $100.000-Kategorie in Cagnes-sur-Mer erreichte sie anschließend als Lucky Loserin nachträglich ins Hauptfeld gerückt ihr bis dahin größtes Finale, in dem sie aber Caroline Garcia unterlag. Nach der Niederlage in einem weiteren ITF-Finale der $50.000-Kategorie, stand Zanevska in Palermo erstmals in der Hauptrunde eines WTA-Turniers, scheiterte jedoch zum Auftakt. Ihr erster Sieg im Hauptfeld eines WTA-Turniers gelang ihr zum Abschluss der Saison in Linz, wo sie erneut als Lucky Loserin nachrückte.

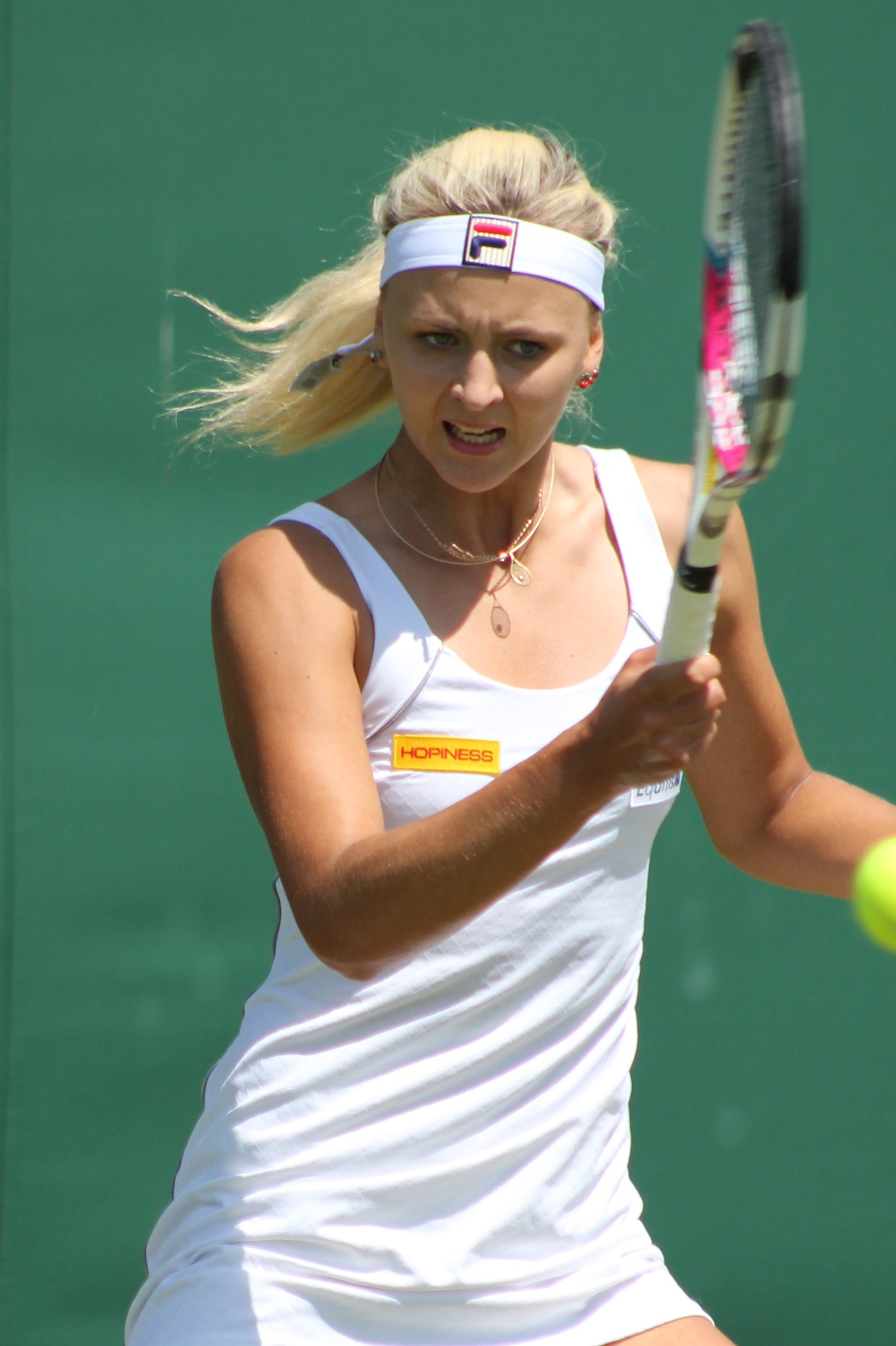
Maryna Zanevska (2014)

2014 konnte sich Zanevska bei den French Open zum ersten Mal für die Hauptrunde eines Grand-Slam-Turniers qualifizieren. Zum Auftakt musste sie sich dort jedoch Timea Bacsinszky geschlagen geben. Zudem gewann sie zwei weitere ITF-Turniere der $25.000-Kategorie. In den darauffolgenden Jahren ließ Zanevska immer wieder mit vereinzelt guten Ergebnissen auf der ITF Tour aufmerken, wenngleich ihr die Konstanz fehlte, um den Schritt in Richtung WTA Tour zu gehen. So war sie 2016 bei zwei Turnieren der $50.000-Kategorie siegreich, auf den 2018 ein weiterer folgte und gewann 2017 in Vancouver ihren ersten ITF-Titel der $100.000-Kategorie, nachdem sie sich im Finale gegen Danka Kovinić durchgesetzt hatte. Außerdem errang sie am Ende der Saison mit Walerija Sawinych in Limoges ihren ersten Titel auf der WTA Challenger Series. Im Endspiel besiegten die beiden Chloé Paquet und Pauline Parmentier.
2021 gelang Zanevska dann mit dem Einzug ins Halbfinale von Lausanne sowie ihrem ersten WTA-Titelgewinn in Gdynia in der darauffolgenden Woche, wo sie im Finale Kristína Kučová bezwang, der Durchbruch auf die WTA Tour sowie der erstmalige Aufstieg unter die besten 100 der Tennisweltrangliste. Sie beendete die Saison mit einer Halbfinalteilnahme beim WTA Challenger in Karlsruhe sowie dem Erreichen ihres insgesamt 19. ITF-Titels bei einem Turnier der $80.000-Kategorie. Wegen ihres verbesserten Rankings stand Zanevska bei den Australian Open 2022 erstmals direkt in der Hauptrunde eines Grand-Slam-Turniers und feierte gegen Kaja Juvan zum Auftakt ihren ersten Sieg in einem Hauptfeld.
Da sie für die ukrainische Fed-Cup-Mannschaft nicht angetreten ist, war Zanevska durch die Annahme der belgischen Staatsbürgerschaft im September 2016 unmittelbar für Belgien spielberechtigt. 2017 gab sie beim 3:1-Sieg gegen Rumänien ihren Einstand für die belgische Fed-Cup-Mannschaft. Bei zwei Einsätzen blieb sie bislang ohne Sieg.

## Turniersiege

### Einzel
| Nr. | Datum              | Turnier                   | Kategorie      | Belag             | Finalgegnerin           | Ergebnis       |
| --- | ------------------ | ------------------------- | -------------- | ----------------- | ----------------------- | -------------- |
| 1.  | 12. Juli 2009      | Brüssel                   | ITF $10.000    | Sand              | Katarzyna Piter         | 0:6, 7:5, 7:5  |
| 2.  | 18. Juli 2010      | Zwevegem                  | ITF $25.000    | Sand              | Jelena Janković         | 7:64, 6:1      |
| 3.  | 20. November 2011  | Équeurdreville            | ITF $10.000    | Hartplatz (Halle) | Anna-Lena Friedsam      | 6:4, 6:2       |
| 4.  | 26. Februar 2012   | Mâcon                     | ITF $10.000    | Hartplatz (Halle) | Ema Mikulčić            | 6:1, 6:2       |
| 5.  | 4. März 2012       | Bron                      | ITF $10.000    | Hartplatz (Halle) | Anastasija Wassyljewa   | 5:7, 7:62, 6:3 |
| 6.  | 11. März 2012      | Dijon                     | ITF $10.000    | Hartplatz (Halle) | Diāna Marcinkēviča      | 6:4, 6:4       |
| 7.  | 7. April 2012      | Tessenderlo               | ITF $25.000    | Sand (Halle)      | Tatjana Malek           | 6:2, 6:2       |
| 8.  | 23. September 2012 | Saint-Malo                | ITF $25.000    | Sand              | Estrella Cabeza Candela | 6:2, 6:75, 6:0 |
| 9.  | 23. Februar 2013   | Moskau                    | ITF $25.000    | Hartplatz (Halle) | Sopia Schapatawa        | 6:4, 7:65      |
| 10. | 3. März 2013       | Bron                      | ITF $10.000    | Hartplatz (Halle) | Ysaline Bonaventure     | 6:2, 6:1       |
| 11. | 3. August 2014     | Bad Saulgau               | ITF $25.000    | Sand              | Gabriela Cé             | 6:0, 6:4       |
| 12. | 10. August 2014    | Koksijde                  | ITF $25.000    | Sand              | Richèl Hogenkamp        | 6:1, 6:1       |
| 13. | 25. September 2016 | Saint-Malo                | ITF $50.000+H  | Sand              | Camilla Rosatello       | 6:1, 6:3       |
| 14. | 22. Oktober 2016   | Joué-lès-Tours            | ITF $50.000    | Hartplatz (Halle) | Elena-Gabriela Ruse     | 6:3, 6:3       |
| 15. | 20. August 2017    | Vancouver                 | ITF $100.000   | Hartplatz         | Danka Kovinić           | 5:7, 6:1, 6:3  |
| 16. | 11. März 2018      | Zhuhai                    | ITF $60.000    | Hartplatz         | Marta Kostjuk           | 6:2, 6:4       |
| 17. | 7. April 2019      | Óbidos                    | ITF W25        | Teppich           | Mariam Bolkwadse        | 7:5, 6:2       |
| 18. | 6. Juni 2021       | Otočec                    | ITF W25        | Sand              | Lea Bošković            | 7:64, 6:0      |
| 19. | 25. Juli 2021      | Gdynia                    | WTA 250        | Sand              | Kristína Kučová         | 6:4, 7:64      |
| 20. | 31. Oktober 2021   | Les Franqueses del Vallès | ITF W80        | Hartplatz         | Ylena In-Albon          | 7:65, 6:4      |
| 21. | 18. Oktober 2022   | Rouen                     | WTA Challenger | Hartplatz (Halle) | Viktorija Golubic       | 7:66, 6:1      |

### Doppel
| Nr. | Datum              | Turnier          | Kategorie      | Belag             | Partnerin                | Finalgegnerinnen                      | Ergebnis          |
| --- | ------------------ | ---------------- | -------------- | ----------------- | ------------------------ | ------------------------------------- | ----------------- |
| 1.  | 20. März 2010      | Sankt Petersburg | ITF $10.000    | Hartplatz (Halle) | Aljona Sotnykowa         | Alexandra Panowa Jewgenija Paschkowa  | 7:5, 6:3          |
| 2.  | 12. September 2010 | Denain           | ITF $25.000    | Sand              | Nadejda Guskova          | Evelyn Mayr Julia Mayr                | 6:2, 6:0          |
| 3.  | 18. Juni 2011      | Montpellier      | ITF $25.000    | Sand              | Paula Cristina Gonçalves | Inés Ferrer Suárez Mădălina Gojnea    | 6:4, 7:5          |
| 4.  | 2. Juli 2011       | Middelburg       | ITF $25.000    | Sand              | Quirine Lemoine          | Julia Cohen Florencia Molinero        | 6:3, 6:4          |
| 5.  | 16. Juli 2011      | Zwevegem         | ITF $25.000    | Sand              | Lenka Wienerová          | Kim Kilsdonk Nicolette van Uitert     | 6:4, 3:6, [10:7]  |
| 6.  | 23. Oktober 2011   | Antalya          | ITF $10.000    | Sand              | Sopia Kwazabaia          | Diana Enache Daniëlle Harmsen         | 6:4, 6:1          |
| 7.  | 7. April 2012      | Tessenderlo      | ITF $25.000    | Sand (Halle)      | Demi Schuurs             | Tatjana Maria Stephanie Vogt          | 6:4, 6:3          |
| 8.  | 3. August 2013     | Vancouver        | ITF $100.000   | Hartplatz         | Sharon Fichman           | Jacqueline Cako Natalie Pluskota      | 6:2, 6:2          |
| 9.  | 7. September 2013  | Trabzon          | ITF $50.000    | Hartplatz         | Julija Bejhelsymer       | Alena Fomina Christina Shakovets      | 6:3, 6:1          |
| 10. | 26. März 2016      | Naples           | ITF $25.000    | Sand              | Walerija Solowjowa       | Sophie Chang Quirine Lemoine          | 7:5, 6:0          |
| 11. | 17. September 2016 | Biarritz         | ITF $100.000   | Sand              | Irina Chromatschewa      | Cornelia Lister Nina Stojanović       | 4:6, 7:5, [10:8]  |
| 12. | 12. November 2017  | Limoges          | WTA Challenger | Hartplatz (Halle) | Walerija Sawinych        | Chloé Paquet Pauline Parmentier       | 6:0, 6:2          |
| 13. | 22. September 2019 | Saint-Malo       | ITF W60+H      | Sand              | Ekaterine Gorgodse       | Aliona Bolsova Zadoinov Tereza Mrdeža | 6:78, 7:5, [10:8] |
| 14. | 19. Oktober 2019   | Székesfehérvár   | ITF W60        | Sand (Halle)      | Irina Bara               | Oqgul Omonmurodova Elena Bogdan       | 3:6, 6:2, [10:8]  |

## Abschneiden bei Grand-Slam-Turnieren

### Einzel
| Turnier         | 2013 | 2014 | 2015 | 2016 | 2017 | 2018 | 2019 | 2020 | 2021 | 2022 | 2023 | Karriere |
| --------------- | ---- | ---- | ---- | ---- | ---- | ---- | ---- | ---- | ---- | ---- | ---- | -------- |
| Australian Open | Q2   | Q1   | Q3   | 1    | 1    | Q1   | Q1   | —    | Q3   | 2    | 1    | 2        |
| French Open     | Q2   | 1    | Q3   | 1    | Q3   | Q2   | —    | —    | —    | 1    | 1    | 1        |
| Wimbledon       | Q1   | Q2   | Q1   | Q3   | 1    | Q1   | Q1   |      | Q1   | 1    | 1    | 1        |
| US Open         | Q1   | 1    | Q3   | Q1   | Q1   | Q1   | —    | —    | Q2   | 2    | 1    | 2        |

Zeichenerklärung: S = Turniersieg; F, HF, VF, AF = Einzug ins Finale / Halbfinale / Viertelfinale / Achtelfinale; 1, 2, 3 = Ausscheiden in der 1. / 2. / 3. Hauptrunde; Q1, Q2, Q3 = Ausscheiden in der 1. / 2. / 3. Qualifikationsrunde; nicht ausgetragen

### Doppel
| Turnier         | 2013 | 2014 | 2015 | 2016 | 2017 | 2018 | 2019 | 2020 | 2021 | 2022 | 2023 | Karriere |
| --------------- | ---- | ---- | ---- | ---- | ---- | ---- | ---- | ---- | ---- | ---- | ---- | -------- |
| Australian Open | —    | —    | —    | —    | —    | —    | —    | —    | —    | 1    | —    | 1        |
| French Open     | —    | 1    | —    | —    | —    | —    | —    | —    | —    | VF   | 2    | VF       |
| Wimbledon       | 1    | —    | —    | —    | —    | 2    | —    |      | —    | 1    | 1    | 2        |
| US Open         | —    | —    | —    | —    | —    | —    | —    | —    | —    | 1    | —    | 1        |